# ایتاپوی
ایتاپوی (به پرتغالی: Itapevi) یک منطقهٔ مسکونی در برزیل است که در ایالت سائو پائولو واقع شده‌است. ایتاپوی ۸۲٫۷ کیلومتر مربع مساحت و ۲۲۳٬۴۰۴ نفر جمعیت دارد و ۷۴۱ متر بالاتر از سطح دریا واقع شده‌است.